# Dee Brown (escritor)
Alexander Brown (Alberta, Luisiana, 28 de febrero de 1908-Little Rock, Arkansas, 12 de diciembre de 2002), más conocido como Dee Brown, fue un escritor e historiador estadounidense. 

## Biografía
Nacido en un campamento maderero en Alberta (parroquia de Bienville), en el estado de Luisiana, su padre era un trabajador de la madera y Dee pasó su infancia escuchando historias del Viejo Oeste de su abuelo, principalmente sobre la Guerra Civil y la fiebre del oro de California. Estudió en el Colegio de Maestros del Estado de Arkansas en la Universidad George Washington y la Universidad de Illinois. 
Para mantenerse, trabajó como tipógrafo, periodista, bibliotecario y maestro. Su carrera literaria comenzó en 1942 cuando publicó la novela Wave high the banner. Seis años después, lanzó su primer libro histórico Frighting Indians of the West. Los siguientes años fueron de intensa actividad literaria e histórica. Su libro principal es Bury My Heart at Wounded Knee (1970), publicado en más de quince idiomas. Murió a los noventa y cuatro años de edad en 2002.

## Obras

### Historia
- Fighting Indians of the West - 1948
- Grierson's Raid - 1954
- The Gentle Tamers: Women of the Old Wild West - 1958
- Bury My Heart at Wounded Knee - 1970 (Enterrad mi corazón en Wounded Knee)
- The Fetterman Massacre - 1974
- Hear That Lonesome Whistle Blow - 1977
- The Galvanized Yankees - 1986
- Wondrous Times on the Frontier - 1991
- The American West - 1994
- Great Documents in American Indian History - 1995

### Novela
- Wave High The Banner - 1942
- Morgan's Raiders - 1959
- Showdown at Little Big Horn - 1964
- Creek Mary’s Blood - 1980
- Killdeer Mountain - 1983
- Conspiracy of Knaves - 1986
- Way To Bright Star - 1998

### Otras
- American Spa: Hot Springs, Arkansas - 1982
- Dee Brown's Folktales of the Native American: Retold for Our Times - 1993
- When the Century Was Young - 1993
- Images of the Old West - 1996